# Tess Amorim
Tess Amorim Coelho (São Paulo, 15 de setembro de 1993) é uma atriz e dubladora brasileira. É irmã da também dubladora Tarsila Amorim.

## Filmografia

### Cinema
| Ano  | Filme                        | Personagem      | Nota(s)                                 | Ref   |
| ---- | ---------------------------- | --------------- | --------------------------------------- | ----- |
| 2007 | Espalhadas Pelo Ar           |                 |                                         |       |
| 2010 | Eu Não Quero Voltar Sozinho  | Giovana         | curta-metragem Produção: Daniel Ribeiro | [ 1 ] |
| 2014 | Hoje Eu Quero Voltar Sozinho | Giovana         | Produção: Daniel Ribeiro                | [ 1 ] |
| 2018 | Sequestro Relâmpago          | Amiga de Isabel |                                         |       |
| 2020 | Música para Morrer de Amor   | Thereza         |                                         | [ 2 ] |

### Televisão
| Ano       | Título        | Papel                | Nota   |
| --------- | ------------- | -------------------- | ------ |
| 2015-2019 | SOS Fada Manu | Valquíria            | Voz    |
| 2015-2019 | SOS Fada Manu | Pastora              | Voz    |
| 2016-2018 | Sou Luna      | Yamila "Yam" Sánchez | 2ª Voz |

## Dublagens

### Séries
- Abby Hamond (Liv Hewson) em Santa Clarita Diet
- Elaine Wiltshire (Alana Boden) em Ride
- Olivia Holt como Kim Crawford em Os Guerreiros Wasabi; Lindy Watson em Não Fui Eu; Tandy Bowen em Manto e Adaga
- Stephanie (Julianna Rose Mauriello) em LazyTown
- Kim Sertori (Cleo Massey) em H2O: Meninas Sereias
- Eri Otoguro (Ichiko Nakazaki) em Ryukendo.
- Pinky Turzo (Jennette McCurdy) em True Jackson.

#### Filmes
- Aubrey Plaza em O Diário de Uma Virgem
- Brighid Fleming (Delia Tillman) em Gamer
- Brooke Shields em A Lagoa Azul (Dublagem Paulista)
- Julia Garner em Somos o que Somos
- Morgan York em Operação Babá
- Olivia Holt em Garota Vs. Monstro
- Sahara Garey em Prova de Fogo
- Saoirse Ronan em Atos que Desafiam a Morte
- Tao Tsuchiya em Ultraman Zero - o Filme - A Vingança de Belial

### Desenhos e Animes
- Candice em Pokémon
- Madge em O Castelo Animado
- Maki Ano em Bokurano
- Miranda em W.I.T.C.H.
- Poppy O'Hair em Ever After High
- Melissa Chase em A Lei de Milo Murphy
- Agnes em Quase Anjos
- Cookie Crumbles em My Little Pony: A Amizade É Mágica
- Mei Li em Plim Plim, um Herói do Coração
- Tulipa em Cegonhas: A História que não te Contaram
- Helenista 3 em Neo Yokio
- Flora em Winx Club: O Mistério do Abismo

### Novelas
- Sol em Quase Anjos
- Yam Sánchez (Chiara Parravicini) em Sou Luna

### Voz Original
- Bruxa Valquíria em SOS Fada Manu

## Prêmios e indicações
| Ano  | Prêmio                                                            | Categoria               | Trabalho indicado                      | Resultado | Ref   |
| ---- | ----------------------------------------------------------------- | ----------------------- | -------------------------------------- | --------- | ----- |
| 2010 | Festival Nacional de Cinema da Diversidade Sexual                 | Melhor Atriz            | Giovana em Eu Não Quero Voltar Sozinho | Venceu    | [ 3 ] |
| 2010 | Festival de Atibaia Internacional do Audiovisual (Troféu Sapuari) | Melhor Atriz            | Giovana em Eu Não Quero Voltar Sozinho | Venceu    | [ 4 ] |
| 2015 | Prêmio Guarani de Cinema Brasileiro                               | Melhor Revelação do Ano | Hoje Eu Quero Voltar Sozinho           | Indicado  |       |